# Par-delà le passé
Fuego ardiente Mi fortuna es amarte
Par-delà le passé (Vencer el p@sado ou Vencer el pasado) est une telenovela mexicaine produite par Televisa et diffusée entre le 12 juillet 2021 et le 5 novembre 2021 sur Las Estrellas,,.
Elle sera  diffusée en France d'Outre-Mer sur le réseau La 1ère entre le 15 avril 2022 et le 11 août 2022.

## Synopsis
La télénovela suit quatre femmes qui tentent de surmonter les malheurs. Réalisant que ce qui est posté sur les réseaux sociaux ne s'efface jamais, ils doivent trouver une solution pour vivre dans le présent et se concentrer sur un avenir positif s'ils veulent surmonter les obstacles du passé.

## Distribution
- Angelique Boyer : Renata Sánchez Vidal
- Sebastián Rulli : Darío Valencia Grimaldi / Mauro Álvarez Llanos
- Erika Buenfil : Carmen Medina de Cruz
- África Zavala : Fabiola Mascaró Zermeño
- Manuel "Flaco" Ibáñez : Camilo Sánchez
- Leticia Perdigón : Sonia Vidal de Sánchez
- Ferdinando Valencia : Javier Mascaró Zermeño
- Horacio Pancheri : Alonso Cancino
- Claudia Álvarez : Ariadna López Hernández de Falcón
- Matías Novoa : Claudio Fonseti
- Otto Sirgo : Eusébio Valencia
- Dacia González : María «Mary»
- Valentina Buzzurro : Gemma Corona Albarrán
- Arantza Ruiz : Mariluz Blanco Martínez
- Gabriela Rivero : Brenda Zermeño de Mascaró
- Roberto Blandón : Heriberto Cruz Núñez
- Beatriz Moreno : Efigenia Cruz «Doña Efi»
- Cynthia Alesco : Ana Solís
- Arena Ibarra : Natalia Raitelli
- Luis Curiel : Rodrigo Valencia
- Miguel Martínez : Erik Sánchez Vidal
- Sebastián Poza : Ulises Cruz Medina
- Iván Bronstein : Isidro Roca Benavides
- Alberto Lomnitz : Arturo Valencia
- Andrés Vásquez : Dimitrio «Dimi» Pacheco
- Ana Paula Martínez : Danna Cruz Medina
- André de Regil : Oliver Cruz Medina
- André Real
- Camila Nuñez : Wendy Tinoco
- Carlos Bonavides : el Padre Antero
- Gabriela Núñez : Zoila Martínez de Blanco
- Ignacio Guadalupe : Gaudencio Blanco
- Andrea Locord : Norma Blanco Martínez
- Elías Toscano : Benito
- Cruz Rendel : Eleazar Tolentino
- Fernando Manzano Moctezuma : José Blanco Martínez
- Ricardo Manuel Gómez : Marco Blanco Martínez
- Leonardo Daniel : Lisandro Mascaró
- Eugenio Montessoro : Norberto
- Clarisa González : Miriam
- Emilio Bravo
- Karina Kleinman : Teresa «Tere»

## Diffusion
- Las Estrellas (2021)
- Univision (2021)